# 旋蒴苣苔
旋蒴苣苔（学名：Boea hygrometrica）为苦苣苔科旋蒴苣苔属下的一个种。

## 扩展阅读
- 維基物種上的相關：旋蒴苣苔